# Janusz Łosowski
Janusz Adam Łosowski (ur. 2 stycznia 1957 w Chełmie) – polski historyk, archiwista, profesor nauk humanistycznych, od 1 października 2016 r. profesor zwyczajny w Zakładzie Archiwistyki i Nauk Pomocniczych Historii Instytutu Historii Uniwersytetu Marii Curie-Skłodowskiej.

## Życiorys
Specjalizuje się w historii nowożytnej oraz archiwistyce i naukach pomocniczych historii. W 1979 ukończył studia historyczne na Uniwersytecie  Marii Curie-Skłodowskiej w Lublinie. Doktorat obronił w 1992. Habilitował się w 2005. Tytuł naukowy profesora uzyskał w 2014. Sprawował funkcjeː przewodniczącego Rady Pracowniczej Archiwum Państwowego w Lublinie (1984-1988), przewodniczącego komisji powołanej do przejęcia zasobu b. Archiwum KW PZPR w Lublinie (od lutego do września 1990), zastępcy dyrektora Instytutu Historii UMCS (2005-2008) oraz kuratora Zakładu Nauk Pomocniczych Historii w tum instytucie (2009-2010).
Wszedł w skład komitetu wspierającego kandydaturę Karola Nawrockiego na prezydenta RP w wyborach w 2025.
W 2014 otrzymał III nagrodą im. Profesora Stefana Krzysztofa Kuczyńskiego.

## Publikacje monograficzne
- Antoni Lewicki (1981)
- Kancelarie miast szlacheckich województwa lubelskiego od XV do XVIII wieku (1997)
- Kancelaria grodzka chełmska od XV do XVIII wieku : studium o urzędzie, dokumentacji, jej formach i roli w życiu społeczeństwa staropolskiego (2004)
- Dokumentacja w życiu chłopów w okresie staropolskim : studium z dziejów kultury (2013)